# هربرت بي. هنتر
هربرت بي. هنتر (بالإنجليزية: Herbert B. Hunter)‏ هو مهندس معماري أمريكي، ولد في 5 أكتوبر 1890، وتوفي في 31 مارس 1976.